# برایان کندی (تهیه‌کننده)
برایان کندی (انگلیسی: Brian Kennedy؛ زادهٔ ۸ اوت ۱۹۸۳) یک موسیقی‌دان است. وی از سال ۲۰۰۱ میلادی تاکنون مشغول فعالیت بوده‌است.